# Еріх Корренс
Еріх Пауль Губерт Корренс (нім. Erich Paul Hubert Correns; 12 травня 1896, Тюбінген — 18 травня 1981, Берлін) — німецький хімік. Президент Національної ради Національного фронту НДР. 

## Біографія
Еріх Корренс народився в сім'ї біолога Карла Корренса. Закінчивши гімназію, відслужив в армії. У 1918-1922 роках навчався в університетах Берліна і Тюбінгена, де вивчав хімію, ботаніку і фізику. У 1922 році захистив докторську дисертацію. У 1922-1924 роках працював асистентом у Хімічному інституті кайзера Вільгельма в Берліні і в Інституті дослідження шкіри в Дрездені. В подальшому працював хіміком і керівником на декількох хімічних підприємствах в Вупперталь, Дормагені і Рудольштадті. Дружина Корренса померла в 1939 році на шляху в концентраційний табір.

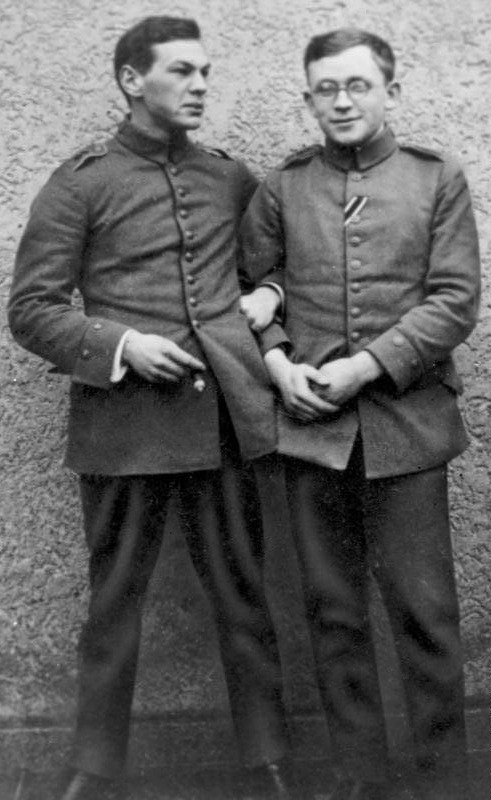
Еріх Корренс (праворуч) з Ріхардом Зорге. 1915

Після Другої світової війни Корренс обіймав керівні посади на хімічних підприємствах у Східній Німеччині. У 1951 році очолив Інститут дослідження волокнистих матеріалів при Німецької академії наук. З 1951 року був членом академії наук. У 1953-1959 роках Корренс викладав у Дрезденській вищій технічній школі. У 1956 році отримав звання почесного доктора Берлінського університету.
З 1950 року і до своєї смерті у 1981 році Корренс був президентом Національної ради Національного фронту НДР. З 1954 року був депутатом Народної палати НДР і членом правління Товариства німецько-радянської дружби і президії Культурного союзу. З 1957 року Корренс входив до складу Науково-дослідного ради НДР, а з 1960 року — Державної ради НДР.